# Bór (Rusocice)
Bór – część wsi Rusocice w Polsce, położona w województwie małopolskim, w powiecie krakowskim, w gminie Czernichów.
W latach 1975–1998 Bór administracyjnie należał do województwa krakowskiego.